# Tagalog

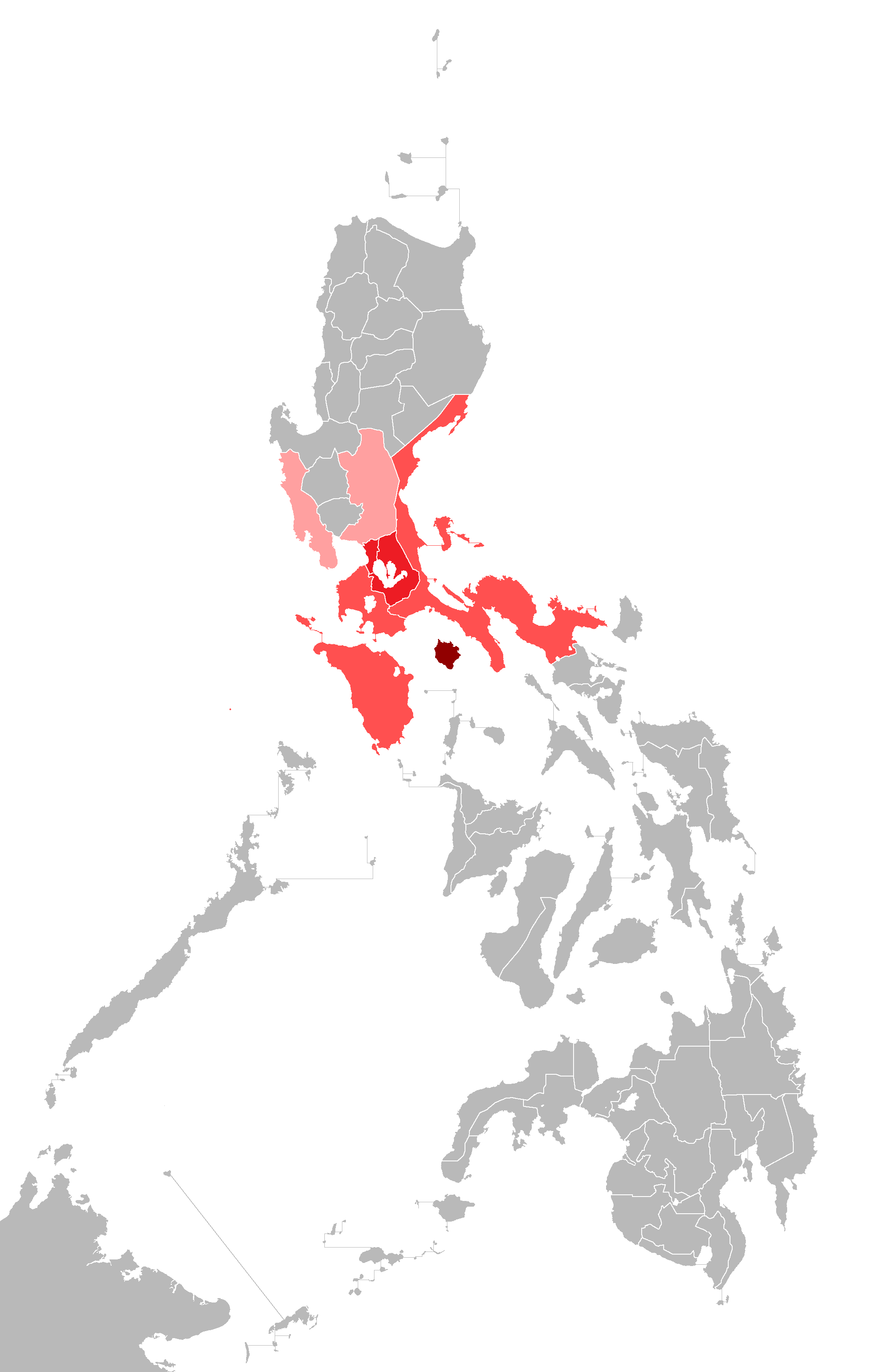
Regionen, deren Bevölkerung hauptsächlich Tagalog oder einen tagalischen Dialekt spricht.

Tagalog (Etymologie: tagá = Herkunft und ílog = Fluss) ist die am weitesten verbreitete Sprache auf den Philippinen. Ursprünglich ist Tagalog die Sprache der Tagalen, die in der Region in und um Manila herum leben, dem politischen und wirtschaftlichen Zentrum des Inselstaates. Sie diente als Grundlage für die offizielle Nationalsprache Filipino.

## Geschichte
Da es aus der Zeit vor der Ankunft der Spanier im 16. Jahrhundert keine schriftlichen Sprachzeugnisse des Tagalischen gibt, ist wenig über seine Sprachgeschichte bekannt. Gleichwohl wird von Linguisten vermutet, dass die Vorfahren der Tagalen wie auch die ihrer zentralphilippinischen Vettern aus dem nordöstlichen Mindanao oder von den östlichen Visayas stammen.
Das erste bekannte in Tagalog geschriebene Buch ist die Doctrina Cristiana („christliche Lehre“) von 1593. Sie wurde in Spanisch und in zwei Versionen des Tagalog verfasst. Die eine wurde in Baybayin, die andere in lateinischer Schrift abgefasst.
Während der spanischen Kolonialzeit auf den Philippinen dokumentierten vor allem Kleriker die Grammatik und Orthografie des Tagalischen, bekannte Werke sind die Vocabulario de la lengua tagala aus dem Jahr 1835 und die Arte de la lengua tagala y manual tagalog para la adminstración de los Santos Sacramentos, entstanden 1850.
Der philippinische Dichter Francisco „Balagtas“ Baltazar (1788–1862) schrieb im frühen 19. Jahrhundert das Werk Florante at Laura und weitere seiner Werke teilweise in Tagalog.
Tagalog wird heute durch die Komisyon sa Wikang Filipino (deutsch Kommission für die Sprache Filipino) reguliert.

## Klassifizierung
Tagalog ist eine zentralphilippinische Sprache innerhalb der austronesischen Sprachfamilie. Als austronesische Sprache ist Tagalog verwandt mit Indonesisch und Malaiisch, Tetum, Maori, Fidschianisch, Samoanisch, Tahitianisch, Hawaiisch, Chamorro, den austronesischen Sprachen von Taiwan sowie Malagasy.
Tagalog ist mit anderen Sprachen der Philippinen wie Bikolano, Hiligaynon, Wáray-Wáray und Cebuano direkt verwandt.
Sprachen, die merklich zum Tagalog beigetragen haben, sind Spanisch, Hokkien-Chinesisch, Englisch, Malaiisch, Sanskrit (über das Malaiische), Arabisch (über das Malaiische) und nordphilippinische Sprachen wie das auf der Insel Luzon gesprochene Kapampangan.

## Aussprache
Für Deutschsprachige ist die Aussprache unproblematisch zu erlernen, da alle tagalischen Phoneme eine deutsche Entsprechung haben. Durch den Vokalreichtum und das seltene Vorkommen von Konsonantenclustern ergibt sich ein meist einfacher Silbenbau aus Konsonant-Vokal (KV) oder Konsonant-Vokal-Konsonant (KVK). Stammwörter, sofern sie nicht auf Lehnwörter zurückgehen, sind fast ausnahmslos zweisilbig, wobei jede Kombination der einfachen Silben möglich ist (KV-KV, KV-KVK, KVK-KV, KVK-KVK).
Die im Tagalog zahlreich vertretenen Affixe ändern den phonetischen Aufbau aus einfachen Silben nicht. Präfixe sind größtenteils einsilbig in der Form KV oder KVK (ka-, ma-, mag-, pag-, pang-). Die Suffixe -an/-in und die Infixe -in-/-um- bilden keine eigenständigen Silben. Bei der Derivation durch Affixe kommt es allerdings regelmäßig zu Lautänderungen und/oder Anpassungen an Stammwort oder Affix. Silbenanlaut ist stets ein Konsonant, dies kann auch der glottale Plosiv ʔ sein.

### Konsonanten
|                                                                                         |           | Labial | Dental | Alveolar | Palatal | Velar  | Glottal |
| --------------------------------------------------------------------------------------- | --------- | ------ | ------ | -------- | ------- | ------ | ------- |
| Nasal                                                                                   | Nasal     | m      | n      |          |         | ŋ <ng> |         |
| Plosiv                                                                                  | stimmlos  | p      | t      |          |         | k, kʰ* | ʔ       |
| Plosiv                                                                                  | stimmhaft | b      | d      |          |         | ɡ      |         |
| Frikativ                                                                                | stimmlos  | f      |        | s        | ʃ       |        | h       |
| Frikativ                                                                                | stimmhaft | v <w>  |        |          | ʒ       |        |         |
| Flap                                                                                    | Flap      |        |        | ɾ        |         |        |         |
| Halbvokal                                                                               | Halbvokal |        |        | l        | j <y>   | w      |         |
| <..> orthographische Darstellung *zwischen Vokalen besteht eine gewisse Allophonie zu x |           |        |        |          |         |        |         |

Die Phoneme ʃ und ʒ haben keine explizite orthografische Darstellung. Sie entstehen als Zusammenziehung von zwei Silben. Ein unbetontes si oder ti gefolgt von y [ sɪ'j ] wird zu [ ʃ ] oder [ ʃj ] (z. B. siya [ ʃʌ ] oder [ ʃjʌ ]). Di gefolgt von y kann zu [dʒ] werden (z. B. diyan [dʒʌn], aber auch [dɪ'jʌn]). Der häufig vorkommende Plosiv ʔ wird nicht geschrieben. In Lehrtexten und Wörterbüchern findet sich uneinheitlich die Schreibung mit Zirkumflex, wenn der Plosiv auf eine betonte Endsilbe mit einem Vokal am Wortende folgt (nein/nicht – hindî [hɪn'dɪʔ]), oder Gravis, wenn die Endsilbe unbetont ist (Kind – batà ['ba:tʌʔ]). Kennzeichnungen als erster Konsonant finden sich nicht (Hund – aso ['ʔasɔ] ohne Akzent).

### Vokale
| Phonem          | Phonem     | /a/    | /i/       | /o/      | /u/  | /e/        |
| --------------- | ---------- | ------ | --------- | -------- | ---- | ---------- |
| Allophon        | meist lang | a      | i         | o        | u    | e          |
| Allophon        | meist kurz | ʌ      | ɪ         | ɔ        | ʊ    | ɛ          |
| Diphthong       | Diphthong  | aw, ay | iw, (iy)* | (ow), oy | (uy) | (ew), (ey) |
| *() sehr selten |            |        |           |          |      |            |

Neben der in der Tabelle gelisteten Allophone gibt es eine beschränkte Allophonie zwischen /o/ und /u/ sowie deutlicher von /e/ nach /i/. Die Bindung der Diphthonge ist im Gegensatz zum Deutschen nicht sehr eng. Bei Derivaten, bei denen der Diphthong eine Silbengrenze bildet, wird er häufig in Vokal und Konsonant aufgespalten (z. B. patay + an → pata|yan).

### Betonung
Die Hauptbetonung liegt immer auf dem Stammwort, was gleichbedeutend mit der letzten oder vorletzten Silbe ist. Die Betonung ist im Tagalog distinktiv. Wörter mit demselben Silbenbau ändern ihre Bedeutung bei vertauschter Betonung (bu'kas – offen, 'bukas – morgen). Affixe tragen Nebenbetonungen, die ebenfalls distinktiv sein können. Daneben kann es durch Anfügen von Affixen zu einer Verschiebung der Betonung von der vorletzten auf die letzte Silbe im Stammwort kommen.

## Sprachbeispiele
Allgemeine Erklärung der Menschenrechte, Artikel 1:
„Ang lahat ng tao'y isinilang na malaya at pantay-pantay sa karangalan at mga karapatan. Sila'y pinagkalooban ng katwiran at budhi at dapat magpalagayan ang isa't isa sa diwa ng pagkakapatiran.“
(Alle Menschen sind frei und gleich an Würde und Rechten geboren. Sie sind mit Vernunft und Gewissen begabt und sollen einander im Geist der Brüderlichkeit begegnen.)
|                        |                              | Zahlen 1–10 |
| Naintindihan mo ba?    | Naintindihan ko na.          | 1 – isa     |
| Hast du verstanden?    | Ich habe (jetzt) verstanden. | 2 – dalawa  |
| Magandang araw po.     | Magandang gabi po.           | 3 – tatlo   |
| Guten Tag.             | Guten Abend.                 | 4 – apat    |
| Kumusta ka?            | Mabuti.                      | 5 – lima    |
| Wie geht’s dir?        | Mir geht’s gut.              | 6 – anim    |
| Anong ibig mo sabihin? | Anong ginagawa mo diyan?     | 7 – pito    |
| Was meinst du?         | Was machst du da?            | 8 – walo    |
| Mahal kita.            | Hindi kita gusto.            | 9 – siyam   |
| Ich liebe dich.        | Ich mag dich nicht.          | 10 – sampu  |

## Grammatik
Tagalog ist eine überwiegend mündliche Sprache und damit dynamischer und weniger formalisiert als beispielsweise Deutsch. In der Literatur findet sich dementsprechend eine Menge an Systematiken, mit denen die tagalische Grammatik beschrieben wird. Ein grammatisches Standardwerk in Tagalog, das eine nennenswerte Verbreitung in der Bevölkerung findet, ist nicht vorhanden. Die Analysen der Sprache stammen vorwiegend aus ausländischer Feder oder sind in Anlehnung an spanische bzw. englische Werke verfasst, wodurch die Zielsprache der Abhandlungen nur bedingt Tagalog ist. Die verwendete Terminologie ist uneinheitlich und vom jeweiligen Autor abhängig.

### Morphologie
Das Grundelement des Tagalog sind die ein- bzw. fast immer zweisilbigen Wortstämme, die als Lexeme bezeichnet werden können. Sie sind – abgesehen von phonologischen Anpassungen bei der Kombination mit Affixen – unveränderlich. Häufig (75 %) wird der Wortstamm selbst als alleinstehendes Stammwort verwendet. Diese Stammwörter sind in der überwiegenden Zahl Nomen oder Adjektive. Bei nicht gegenständlichen Begriffen ist eine Zuordnung nur dann eindeutig, wenn in der Wortfamilie ein abgeleitetes Adjektiv vorhanden ist (ganda – Schönheit, maganda – schön). Andere Wortarten sind als Stammwörter selten. Verben sind nie Stammwörter und stets affigiert. Eine unaffigierte Kurzform von Verben, wie sie in der Umgangssprache verwendet wird (sinabi ko -> sabi ko – sagte ich), ist nicht als Stammwort zu bezeichnen.
Wortbildungen erfolgen durch Affigierung des Wortstamms, Silben- oder Stammdoppelung und selten durch zusammengesetzte Wörter. Dabei ist das Anfügen eines oder mehrerer Affixe die meist verwendete Methode, durch die Wortfamilien entstehen. Die Sprache besitzt eine große Anzahl Präfixe, zwei Suffixe –an und –in und zwei Infixe –in– und –um–. Doppelte Ableitungen wie im Deutschen (brennen-verbrennen-Verbrennung) sind selten.

#### Affixe
Die Affigierung von Wortstämmen hat im Tagalog eine zentrale Bedeutung. Affixe sind mehrheitlich nicht wortartspezifisch, obgleich eine Zuordnung zu Wortklassen durch die Häufigkeit ihrer Verwendung von einigen Autoren vorgenommen wird (s. Tabelle). Präfixe können kombiniert vorkommen, wodurch ein Wort aus deutlich mehr Affixsilben als Wortstammsilben bestehen kann. Die Suffixe –an und -in werden zu –han (selten –nan) und –hin, wenn der Wortstamm mit einem Vokal endet. Die Infixe –in– und –um– finden ausschließlich bei der Verbflexion Anwendung.
Ein Teil der Affixe besitzt eine Bedeutungsähnlichkeit bei der Kombination mit verschiedenen Wortstämmen (z. B. pa…an: Ort, wo etwas getan wird. paaralan – Lernort/Schule, pagawaan – Arbeitsort/Fabrik, pagamutan – Heilort/Krankenhaus).

| Auswahl von häufigen Affixen im Tagalog      | Auswahl von häufigen Affixen im Tagalog | Auswahl von häufigen Affixen im Tagalog | Auswahl von häufigen Affixen im Tagalog | Auswahl von häufigen Affixen im Tagalog |
| Affix(e)                                     | Nomen                                   | Adjektiv                                | Verb (Patiens-Fokus)                    | Verb (Agens-Fokus)                      |
| -------------------------------------------- | --------------------------------------- | --------------------------------------- | --------------------------------------- | --------------------------------------- |
| –an                                          | +                                       | +                                       | +                                       | +                                       |
| –in                                          | +                                       | +                                       | +                                       |                                         |
| –in–                                         |                                         |                                         | +                                       |                                         |
| –in–...–an                                   |                                         |                                         | +                                       |                                         |
| –um–                                         |                                         |                                         |                                         | +                                       |
| di–                                          |                                         | +                                       |                                         |                                         |
| ga–                                          |                                         | +                                       |                                         |                                         |
| gaga–                                        |                                         | +                                       |                                         |                                         |
| gangga–                                      |                                         | +                                       |                                         |                                         |
| i–                                           | +                                       |                                         | +                                       |                                         |
| ika–                                         |                                         | + (Ordinalzahl)                         | +                                       |                                         |
| ipa–                                         |                                         |                                         | +                                       |                                         |
| ipag–                                        |                                         |                                         | +                                       |                                         |
| ipagpa–                                      |                                         |                                         | +                                       |                                         |
| ipaki–                                       |                                         |                                         | +                                       |                                         |
| ipang–                                       |                                         |                                         | +                                       |                                         |
| isa–                                         |                                         |                                         | +                                       |                                         |
| ka–                                          | +                                       | + (Bruchzahl)                           |                                         | + (Katatapos)                           |
| ka–...–an                                    | +                                       | +                                       | +                                       |                                         |
| káka–                                        |                                         | +                                       |                                         |                                         |
| kay–                                         |                                         | +                                       |                                         |                                         |
| ma–                                          |                                         | +                                       | +                                       | +                                       |
| ma–...–an                                    |                                         |                                         | +                                       |                                         |
| má–                                          |                                         |                                         | +                                       | +                                       |
| má–...–an                                    |                                         |                                         | +                                       |                                         |
| mag–                                         | +                                       |                                         |                                         | +                                       |
| mag–...–an                                   |                                         |                                         |                                         | +                                       |
| magka–                                       | +                                       | +                                       |                                         | +                                       |
| magká–                                       |                                         |                                         |                                         | +                                       |
| magkang–                                     |                                         |                                         |                                         | +                                       |
| magpa–                                       |                                         |                                         |                                         | +                                       |
| magpaka–                                     |                                         |                                         |                                         | +                                       |
| magsa–                                       |                                         |                                         |                                         | +                                       |
| magsi–                                       |                                         |                                         |                                         | +                                       |
| magsipag–                                    |                                         |                                         |                                         | +                                       |
| mai–                                         |                                         |                                         | +                                       |                                         |
| maipa–                                       |                                         |                                         | +                                       |                                         |
| maipag–                                      |                                         |                                         | +                                       |                                         |
| maipang–                                     |                                         |                                         | +                                       |                                         |
| maka–                                        |                                         | +                                       |                                         | +                                       |
| maká–                                        |                                         | + (Vielfaches)                          |                                         | +                                       |
| makapag–                                     |                                         |                                         |                                         | +                                       |
| makapagpa–                                   |                                         |                                         |                                         | +                                       |
| makapang–                                    |                                         |                                         |                                         | +                                       |
| maki–                                        |                                         |                                         |                                         | +                                       |
| makipag–                                     |                                         |                                         |                                         | +                                       |
| makipag–...–an                               |                                         |                                         |                                         | +                                       |
| mala–                                        |                                         | +                                       |                                         |                                         |
| mang–                                        | +                                       |                                         |                                         | +                                       |
| mapa–                                        |                                         |                                         | +                                       |                                         |
| mapa–...–an                                  |                                         |                                         | +                                       |                                         |
| mápa–                                        |                                         |                                         | +                                       |                                         |
| mapàg–                                       |                                         | +                                       | +                                       |                                         |
| mapàg–...–an                                 |                                         |                                         | +                                       |                                         |
| mápag–                                       |                                         |                                         | +                                       |                                         |
| mápag–...–an                                 |                                         |                                         | +                                       |                                         |
| mapang–                                      |                                         | +                                       |                                         |                                         |
| may–                                         | +                                       | +                                       |                                         |                                         |
| na–                                          |                                         |                                         | +                                       | +                                       |
| na–...–an                                    |                                         |                                         | +                                       | +                                       |
| naka–                                        |                                         | +                                       |                                         | +                                       |
| napaka–                                      |                                         | +                                       |                                         |                                         |
| ni–                                          |                                         |                                         | +                                       | +                                       |
| ni–...–an                                    |                                         |                                         | +                                       | +                                       |
| pa–                                          | +                                       | +                                       | +                                       | +                                       |
| pa–...–an                                    | +                                       |                                         | +                                       |                                         |
| pa–...–in                                    |                                         |                                         | +                                       |                                         |
| pa–D–                                        | +                                       |                                         |                                         |                                         |
| pag–                                         | +                                       |                                         |                                         |                                         |
| pag–...–an                                   |                                         |                                         | +                                       |                                         |
| pag–...–in                                   |                                         |                                         | +                                       |                                         |
| pag–D–                                       | +                                       |                                         |                                         |                                         |
| pagka–                                       | +                                       |                                         |                                         |                                         |
| pagkaka–                                     | +                                       |                                         |                                         |                                         |
| pagkaká–                                     | +                                       |                                         |                                         |                                         |
| pagkang–                                     | +                                       |                                         |                                         |                                         |
| pagkápag–                                    | +                                       |                                         |                                         |                                         |
| pagmama–                                     | +                                       |                                         |                                         |                                         |
| pagpapa–                                     | +                                       |                                         |                                         |                                         |
| pagsasa–                                     | +                                       |                                         |                                         |                                         |
| paki–                                        |                                         |                                         | +                                       |                                         |
| paki–...–an                                  |                                         |                                         | +                                       |                                         |
| paki–...–in                                  |                                         |                                         | +                                       |                                         |
| pakiki–                                      | +                                       |                                         |                                         |                                         |
| pakikipag–                                   | +                                       |                                         |                                         |                                         |
| palá–                                        |                                         | +                                       |                                         |                                         |
| palá–...–an                                  | +                                       |                                         |                                         |                                         |
| pampa–                                       | +                                       | +                                       |                                         |                                         |
| pang–                                        | +                                       | +                                       |                                         |                                         |
| pang–...–an                                  | +                                       |                                         | +                                       |                                         |
| pang–...–in                                  | +                                       |                                         | +                                       |                                         |
| pang–D–                                      | +                                       |                                         |                                         |                                         |
| pinaka–                                      | +                                       | +                                       |                                         |                                         |
| sa–...–an                                    |                                         | +                                       |                                         |                                         |
| sang–                                        | +                                       |                                         |                                         |                                         |
| sing–                                        |                                         | +                                       |                                         |                                         |
| ta–                                          | +                                       |                                         |                                         |                                         |
| tag–                                         | +                                       |                                         |                                         |                                         |
| taga–                                        | +                                       |                                         |                                         |                                         |
| tagapag–                                     | +                                       |                                         |                                         |                                         |
| *D=Doppelung der ersten Silbe des Stammworts |                                         |                                         |                                         |                                         |

#### Verben
Verben werden durch Affigierung eines Wortstamms gebildet. Dabei gibt es in der Regel mehrere Ableitungen, die sich in ihrer Argumentstruktur unterscheiden. Eine Personen- oder Numerusflexion ist ebenso wie unterschiedliche Modi nicht vorhanden. Davon zu unterscheiden ist die Modalität als semantische Eigenschaft der Verben. Diese wird ebenfalls durch Affigierung verwirklicht, da echte Modalverben fehlen (z. B. drücken die unbetonten Präfixe ma– und maka– häufig eine Fähigkeit im Sinne von „können“ aus).
Als Kriterien der Klassifizierung der Verben werden verwendet
1. morphologische Einteilung nach den verwendeten Affixen
2. syntaktisch / semantische Einteilung nach dem Fokus des Verbs
3. syntaktische Einteilung nach der Argumentstruktur des Verbs
4. semantische Einteilung nach der Modalität

zu (1): Eine sehr hohe Mannigfaltigkeit an Kombinationen. Möller gibt eine tabellarische Übersicht bestehend aus mehr als 60 Gruppen. Bloomfield findet in seinem analysierten Text gar 112 Kombinationen. Schachter beschränkt sich zunächst minimalistisch auf 17 Hauptgruppen, beschreibt aber in den folgenden Ausführungen ebenfalls über 50 Affigierungen.
Zu (2): Zwei Hauptgruppen werden unterschieden. Verben, bei denen der Täter im Vordergrund steht (Aktivverben, Verben mit Agens-Fokus, actor-focus verbs) und Verben, bei denen nicht der Täter im Vordergrund steht (Passivverben, Verben mit Patiens-Fokus, goal-focus verbs). Die Einteilung ist zunächst lediglich semantisch begründet. Aktiv- und Passivsätze besitzen die gleiche Syntax, ebenso wenig unterscheiden sich die Bildungsregeln von Aktiv- und Passivverben. Allerdings gibt es Verbalaffixe, die ausschließlich für eine der beiden Funktionen verwendet werden (s. Tabelle).
Der im Fokus stehende Satzteil kann neben Tatobjekt auch der Empfänger, der Zielort, ein Werkzeug oder anderes sein. Entsprechend wird ein Verb mit einer bestimmten Affigierung aus der Wortfamilie gewählt, um die semantische Funktion des Fokus anzuzeigen. Diese Fokuswahl erlaubt eine große Ausdrucksvielfalt im philippinischen Satz. Es handelt sich hier um ein System der Diathesen, das sich von den Diathesen europäischen Typs stark unterscheidet (wo vor allem Aktiv und Passiv gemeint sind). Näheres siehe unter Diathese (Linguistik) #Die Kategorie der „globalen Diathesen“.

##### Flexionsparadigma
Verbspezifisch ist ein Flexionsparadigma, mit dem von der Grundform des Verbs ausgehend jeweils drei weitere Formen gebildet werden. In der Literatur ist sowohl die Bezeichnung der Formen unterschiedlich, als auch die Konnotierung der Formen hinsichtlich Tempus und Aspekt. Die folgende Tabelle zeigt Bezeichnungen, wie sie von verschiedenen Autoren verwendet werden.
| Autor      | Grundform             | 1. Form             | 2. Form           | 3. Form                 |
| ---------- | --------------------- | ------------------- | ----------------- | ----------------------- |
| Bloomfield | Contingent/Punctual   | Actual/Durative     | Actual/Punctual   | Contingent/Durative     |
| Himmelmann | non-realis perfective | realis imperfective | realis perfective | non-realis imperfective |
| Möller     | Infinitiv/Grundform   | Präsens             | Präteritum        | Futur                   |
| Schachter  | basic                 | imperfective        | perfective        | contemplated            |

Die Grundform ist weitestgehend ohne aspektales oder temporales Merkmal. Sie wird für allgemeine Aussagen (Magaling siya kumanta. – Sie kann gut singen.), Befehle (Ibigay mo ang bote. – Gib mir die Flasche.) und spezielle Satzkonstruktionen (Gusto ko na kumain. – Ich will jetzt essen.) verwendet.
Die Bedeutung der gebeugten Formen ist stärker vom Sinnzusammenhang abhängig. Besteht eine semantische Kongruenz zwischen Aspekt und Tempus (Perfektiv+Präteritum, Imperfektiv+Präsens, Kontemplativ+Futur) ist die Verbform eindeutig. In Fällen ohne diese Übereinstimmung (z. B. Imperfektiv+Präteritum) wird bevorzugt der passende Aspekt ausgedrückt, wenn sich die zeitliche Einordnung aus dem Kontext ergibt.
Das Schema der Bildung findet (fast) ohne Ausnahme bei allen Verben Anwendung. Die Flexion erfolgt durch Änderung der Affigierung oder Silbendopplung.
Affix-Regeln:
1. m wird zu n in Präsens und Präteritum.
2. Verben mit dem Suffix –an oder dem Präfix i– erhalten ein zusätzliches –in–, ni– oder na– in Präsens oder Vergangenheit.
3. Das Suffix –in wird durch –in–, ni– oder na– in Präsens oder Vergangenheit ersetzt.
4. Das Infix –um– entfällt im Futur.
5. –in–, ni– oder na– Regel:
  1. Im Allgemeinen wird –in– verwendet, das nach dem ersten Konsonant von Stammwort oder Präfix eingefügt wird.
  2. Beginnt der Wortstamm mit l oder y (teilweise bei h) wird anstelle von –in– ein ni– verwendet.
  3. Die Ersetzung von –in– durch na– ist phonologischen begründet (hauptsächlich bei –in und i– Verben).

Doppelungsregeln:
1. Silbendoppelung in Präsens und Futur. Endet die gedoppelte Silbe mit einem Konsonant, entfällt dieser in der gedoppelten Silbe.
2. Die Präfixe ka, ki, kang, pa oder sa werden als Teil einer Präfixkombination in der Regel gedoppelt.
3. pang wird zu papang (selten pangang) oder die erste Stammsilbe wird gedoppelt.
4. i– wird gedoppelt, wenn es nicht das erste Präfix ist.
5. makapagpa wird zu makakapagpa.
6. Bei nicht dopplungsfähigen Präfixen wird die erste Silbe des Stammworts gedoppelt. Selten wird der Stamm gedoppelt, auch wenn ein dopplungsfähiges Präfix vorhanden ist oder es werden beide Formen gebildet.
7. mag...–um– Verben verhalten sich wie mag– Verben.

Die Regeln finden in absteigender Priorität Anwendung, wobei im Falle einer Affixkombination immer nur die Regel mit der höheren Priorität gilt (z. B. befolgt ein mag–…–an -Verb nicht die Affix-Regel Nr. 2). Eine „Flexionshilfe“ findet sich hier.

### Syntax
Im Tagalog werden die grammatischen Verhältnisse innerhalb eines Satzes durch die Verwendung von proklitischen Bestimmungswörtern (bzw. Funktionswörtern) festgelegt, die die jeweilige Phrase identifizieren. Dabei besteht kein prinzipieller Zusammenhang zwischen dem Inhalt (z. B. Nominalphrase, Verbalphrase, Adjektivphrase) der Phrase und seiner syntaktischen Funktion im Satz. Daraus folgt zum einen die Wortartenproblematik im Tagalog, zum anderen sind die Analogiebildungen bei der Bezeichnung von Satzgliedern (z. B. „Subjekt“=“ang-Phrase”) oder grammatischer Kategorien (z. B. „Dativ“=“sa-Phrase”) dem Verständnis für die Sprachstruktur nicht immer zuträglich.
Die folgende Tabelle gibt eine Übersicht der Bezeichnungen, wie sie von verschiedenen Autoren für die Beschreibung der grammatikalischen / syntaktischen Grundelemente verwendet werden. Dabei ist in den einzelnen Spalten nicht von einer Eins-zu-eins-Entsprechung auszugehen.
| | Proklitikon       |                |                           |                        |                            |
| ang | ay                | ng             | sa                        | na / -ng               |                            |
| Bloomfield | Subject           | Predicate      | Disjunctive attribution   | Local attribution      | Conjunctive attribution    |
| Himmelmann | Prädikationsbasis | Prädikat       | referentielles Attribut   | Umstandsbestimmung     | attributives Gefüge        |
| Kroeger | Nominative case   | Predicate      | Genitive case             | Dative case            | Compound                   |
| Möller1 | Subjektphrase     | Prädikatphrase | Objunktphrase             | Adjunktphrase          | Subjunktphrase             |
| Schachter | Topic             | Predicate2     | Actor / Object complement | Directional complement | Modification constructions |
| - 1Möller unterscheidet eine weitere Phrase, die mit nang gekennzeichnet ist, als Disjunktphrase. - 2=Sätze mit ay beschreibt Schachter als Inversion constructions (dt. Inversion) |                   |                |                           |                        |                            |

Die Stellung der einzelnen Satzglieder ist durch die eindeutigen Bestimmungswörter in vielen Fällen frei wählbar. Einfache Sätze beginnen jedoch meistens mit dem Prädikat, gefolgt vom Subjekt und weiteren unabhängigen Phrasen. Da es im Tagalog keine Auxiliarverben gibt, kann ein vollwertiger Satz verblos sein:
| Masarap               | ang    | pagkain   |
| lecker.PRED.ADJ       | PM.TOP | Essen.GER |
| Das Essen ist lecker. |        |           |
Möller unterscheidet insgesamt sechs verschiedene Phrasen, die entsprechend ihrem Bestimmungswort als ang-, ay-, sa-, nang-, -ng/na- und ng-Phrase bezeichnet werden. Dabei sind die ersten vier syntaktisch unabhängig, während die letzten beiden stets ein unmittelbares Bezugswort besitzen und nicht alleine stehen können. Genauer können diese Phrasen als Funktionspharasen bezeichnet werden. Abgesehen von Interjektionen besteht ein tagalischer Satz mindestens aus ang- und ay-Phrase, die eine gewisse Analogie zu Subjekt und Prädikat aufweisen.

#### Satzgegenstand(ang-Phrase)
Dem Satzgegenstand ist in der Regel ein ang vorangestellt. Vor dem Artikel si bei Personennamen entfällt das ang. Wesentlich für den Satzgegenstand ist, dass er immer bestimmt ist. Daher greift der Begriff Subjekt für dieses Satzglied zu kurz. Im Tagalog besteht eine enge Korrelation zwischen semantischer und grammatischer Rolle des Subjekts. Verdeutlicht wird dies durch die Unmöglichkeit, die ang-Phrase zu erfragen.
| Nakikita                 | ko          | ang    | lalaki. |
| sehen.PRED.V.PT.PRS.PROG | ich.1SG.GEN | PM.TOP | Mann.S  |
| Ich sehe den Mann.       |             |        |         |
| Lalaki               | ang    | nakikita            | ko.         |
| Mann.PRED.PR.INDF    | PM.TOP | sehen.V.PT.PRS.PROG | ich.1SG.GEN |
| Ich sehe einen Mann. |        |                     |             |

#### Satzaussage(ay-Phrase)
Die Satzaussage wird mit ay markiert. Steht die Satzaussage an erster Stelle – was der kanonischen Reihenfolge eines einfachen Satzes entspricht – entfällt das ay, so dass dieses Kurzwort seltener gebraucht wird. Ist ein Verb der Hauptbestandteil der Satzaussage, sind die übrigen Satzglieder ähnlich dem Deutschen als von ihm abhängig zu betrachten. Dabei ist insbesondere festgelegt, welcher Satzteil die ang-Phrase, den sogenannten Fokus, bildet. Im Tagalog werden Konstruktionen bevorzugt, bei denen das Patiens im Fokus steht. Das Agens wird in diesen Fällen zu einer dem Verb untergeordneten Phrase.
| Sinasara                     | ng lalaki   | ang pinto. |
| schließen.PRED.V.PT.PRS.PROG | PM.GEN.Mann | PM.TOP.Tür |
| Der Mann schließt die Tür.   |             |            |
Hinzu kommt, dass die ay-Phrase ihre syntaktische Funktion mit der ang-Phrase tauschen kann. Dies ermöglicht, einem Nomen ohne semantische Bestimmtheit den Platz des Prädikates zuzuweisen.

#### Adjunkt(sa-Phrase)
Adjunkt-Phrasen sind durch ein vorgestelltes sa gekennzeichnet. Sie haben eine große semantische Bandbreite und sind syntaktisch unabhängig. Alleinstehend kann die sa-Phrase einem Adverbial ähneln mit vergleichbaren Bedeutungsklassen. Vor ihr kann in diesen Fällen eine Präposition stehen.
| Magpapakasal                       | tayo                 | sa     | susunod=na taon.     |
| heiraten.PRED.V.AT.FUT             | wir.TOP.2PL.INCL.NOM | PM.LOC | nächstes.ADJ=LK.Jahr |
| Wir werden nächstes Jahr heiraten. |                      |        |                      |
| Naliligo                            | ako             | hanggang sa      | malamig  | ang tubig.    |
| duschen.PRED.V.AT.PRES.PROG         | ich.TOP.1SG.NOM | bis.SR.PREP.TEMP | kalt.ADJ | PM.TOP.Wasser |
| Ich dusche bis das Wasser kalt ist. |                 |                  |          |               |
Als Argument des Verbs kann die sa-Phrase verschiedenste Funktionen erfüllen. Darunter fallen:
- Empfänger

| Binigay                | niya        | ang sulat    | sa kanya.   |
| geben.PRED.V.PT.PST    | sie.3SG.GEN | PM.TOP.Brief | ihm.3SG.DAT |
| Sie gab ihm den Brief. |             |              |             |
- Lokativ

| Pupunta               | ako         | sa     | Maynila.  |
| gehen.PRED.V.FUT      | ich.1SG.NOM | PM.LOC | Manila.PR |
| Ich gehe nach Manila. |             |        |           |
- Ursache

| Nalugod                             | ako         | sa balita.      |
| freuen.PRED.V.PT.PST                | ich.1SG.NOM | PM.PT.Neuigkeit |
| Ich freute mich über die Neuigkeit. |             |                 |
In verblosen Sätzen kann die sa-Phrase auch zum Inhalt der ay-Phrase oder selten zum Inhalt der ang-Phrase werden.
| Ako               | ay      | sa bahay.   |
| ich.1SG.NOM       | PM.PRED | PM.LOC.Haus |
| Ich bin zu Hause. |         |             |

#### ng-Phrase
Die ng-Phrase ist immer ein abhängiger Teil einer anderen Phrase. Ihr ist ein ng vorangestellt, das immer als eigenständige Silbe gesprochen wird und orthografisch als alleinstehendes Wort geschrieben wird. Der Inhalt sind hauptsächlich Nominalphrasen oder das entsprechende Pronomen. Ist die übergeordnete Phrase selbst eine Nominalphrase, hat die ng-Phrase meistens einen possessiven Charakter.
| Puti                                | ang buhok       | ng matanda=ng babae.     |
| weiß.PRED.ADJ                       | PM.TOP.Haare.PR | ng.PM.SR alt.ADJ=LK.Frau |
| Die Haare der alten Frau sind weiß. |                 |                          |
Als Argument einer Verbphrase hängt die grammatische Bedeutung der ng-Phrase vom verwendeten Verb ab.
| Hindi tumitikim                             | ng pagkain       | ang bata.   |
| NEG.versuchen.PRED.V.AT.PRS                 | PM.ACC.Essen.GER | PM.TOP.Kind |
| Das (dieses) Kind versucht das Essen nicht. |                  |             |
| Tinitikman                            | ng bata     | ang pagkain. |
| versuchen.PRED.V.PT.PRS               | PM.GEN.Kind | PM.TOP.Essen |
| Ein Kind versucht das (dieses) Essen. |             |              |
Ist die ng-Phrase durch ein Pronomen ersetzt, wird in der Regel ein enklitischer Satzbau verwendet, so dass der Satz nicht mit dem Pronomen endet. Ng-Phrasen als Satzanfang sind ausgeschlossen.

#### Subjunkt(-ng/na-Phrase)
Subjunkte sind abhängige Phrasen, die als Bestimmungswort -ng oder na besitzen. Im Gegensatz zu allen anderen Phrasen kann das Bestimmungswort auch nachgestellt sein. Im Unterschied zur ng-Phrase verschmilzt das ng beim Subjunkt mit dem Bezugswort. Als Anhängsel haben Subjunkte einen attributiven Charakter und sind Teil eines übergeordneten Satzglieds. Ihrer Funktion entsprechend zeigt die -ng/na-Verbindung eine Stufe an, ohne eine semantische Aussage über die Richtung der Unterordnung zu machen. Daher ist die Wortstellung frei.
Wie das Subjunkt angebunden wird, ist phonologisch begründet. Endet ein Wort mit Vokal, ʔ oder n wird das Subjunkt mit ng verbunden. Endet das Wort mit einem Konsonant wird na benutzt.
| Galing | ako | sa maliit na pulo.       | sa pulong maliit.        |
| Stamme | ich | von einer kleinen Insel. | von einer kleinen Insel. |
Das Inhaltswort eines Subjunkts kann ebenso wie das Bezugswort nahezu jede Wortart sein. Auch eine unregelhafte Komparation kann mit Hilfe von Subjunkten ausgedrückt werden (higit na mabuti – besser; mas (na) malaki – größer). Eine Besonderheit bei Subjunkten ist der mögliche Wegfall des Bestimmungsworts, ohne dass sie ihre grammatische Funktion verlieren.

#### nang-Phrase
Nang-Phrasen stehen syntaktisch unabhängig im Satz und haben als Bestimmungswort nang. Steht die Phrase am Satzanfang entfällt dieses. Häufig sind nang-Phrasen temporale Ergänzungen und werden von Nominal- oder Gerundphrasen gebildet.
| Tumagal | nang dalawang oras | ang pulong.      |
| Dauerte | zwei Stunden       | die Besprechung. |
| Mag-aral | ako | nang paglabas niya.   |
| Lerne    | ich | seit seinem Weggehen. |

### Artikel und Pronomen
Bestimmtheit und Unbestimmtheit eines Nomens wird syntaktisch verwirklicht. Nomen sind im Tagalog flexionslos. Kasusbeziehungen werden durch das Phrasen-System ausgedrückt. Eine Genusanzeige gibt es nicht. Unterschiedliche Geschlechter sind entweder eigene Wörter (inay – Mutter, tatay – Vater) oder das Nomen wird ergänzt (kapatid na babae – Schwester, kapatid na lalaki – Bruder). Pronomen sind immer geschlechtsneutral.
Der Numerus wird ebenfalls nicht durch Flexive angezeigt, sondern durch vorgestellte Wörter, die einen semantischen Singular bzw. Plural ausdrücken oder unregelhafte Wortbildungen (Dualformen mancher Nomen). Darunter fallen Zahlwörter (isang babae – eine Frau, dalawang babae – zwei Frauen) und die Verwendung von Adjektiven, die eine Pluralform haben können (malaking alon – große Welle, malalaking alon – große Wellen) oder lexikalisch eine Mehrzahl beinhalten (maraming mali – viele Fehler). Eine Sonderstellung hat der explizite Pluralanzeiger mga [mʌ'ŋʌ], der vor Nomen, Adjektiven und Demonstrativpronomen verwendet werden kann. Im Gegensatz zum Deutschen muss der Sprecher allerdings keine Entscheidung treffen, ob er von Singular oder Plural spricht.
| Nakita ko ang lalaki. | Ich sah den Mann.   |
| Nakita ko ang lalaki. | Ich sah die Männer. |
Aus den aufgeführten Gründen ist ein Artikel als Determinativ überflüssig. Interessanterweise steht ein regelhafter Artikel nur vor Personen, wo er im Standarddeutsch falsch ist, aber im Dialekt vorkommt (Tinulungan ni Monika si Peter – Die Monika hat dem Peter geholfen). Die tagalischen Personenartikel sind obligat. Sie unterscheiden zwischen Singular bzw. Plural und bilden mit den Bestimmungswörtern der Phrasen Sonderformen bzw. ersetzen diese.
Pronomen ersetzen Nomen und bilden dadurch in der Regel das Kernwort der jeweiligen Phrase. Die Formen von Personal-Demonstrativ und Interrogativpronomen folgen einerseits der Phrasen-Systematik und können entsprechend als ang-Pronomen, ay-Pronomen, ng-Pronomen oder sa-Pronomen bezeichnet werden. Daneben wird bei Personal- und Demonstrativpronomen zwischen Sprecher (Erste Person), Angesprochenem (Zweite Person) und einer dritten Person unterschieden. Direkt vor ang-Pronomen und ng-Pronomen entfällt das Bestimmungswort der Phrase. Gesonderte Possessivpronomen gibt es nicht. Diese Funktion übernehmen sa- und ng-Pronomen, die in diesen Fällen aber eher als Attribute aufzufassen sind.

#### Tabellarische Übersicht der Artikel und Pronomen
| Artikel und Pronomen im Tagalog                                                         | Artikel und Pronomen im Tagalog | Artikel und Pronomen im Tagalog | Artikel und Pronomen im Tagalog | Artikel und Pronomen im Tagalog | Artikel und Pronomen im Tagalog | Artikel und Pronomen im Tagalog |
|                                                                                         |                                 |                                 | Satzglied, Phrase               | Satzglied, Phrase               | Satzglied, Phrase               | Satzglied, Phrase               |
| Satzgegenstand                                                                          | Satzaussage                     | ng-Phrase                       | sa-Phrase                       |                                 |                                 |                                 |
| --------------------------------------------------------------------------------------- | ------------------------------- | ------------------------------- | ------------------------------- | ------------------------------- | ------------------------------- | ------------------------------- |
| Bestimmungswort                                                                         | Satzanfang                      | Satzanfang                      | ang                             | { }*                            | ---*                            | sa                              |
| Bestimmungswort                                                                         | Nicht Satzanfang                | Nicht Satzanfang                | ang                             | ay                              | ng                              | sa                              |
| Artikel                                                                                 | Pluralanzeiger                  | Pluralanzeiger                  | ang mga                         | ay mga                          | ng mga                          | sa mga                          |
| Artikel                                                                                 | Person                          | Singular                        | si                              | {ay} si                         | ni                              | kay                             |
| Artikel                                                                                 | Person                          | Singular                        | ang...si                        | {ay}...si                       | ng...si                         | sa...si                         |
| Artikel                                                                                 | Person                          | Plural                          | sina                            | {ay} sina                       | nina                            | kina                            |
| Artikel                                                                                 | Person                          | Plural                          | ang...sina                      | {ay}...sina                     | ng...sina                       | sa...sina                       |
| Personalpronomen                                                                        | 1. Person                       | Singular                        | ako                             | {ay} ako                        | ko+                             | sa akin                         |
| Personalpronomen                                                                        | 1. Person                       | Dual                            | kata                            | {ay} kata                       | nita                            | sa kanita                       |
| Personalpronomen                                                                        | 1. Person                       | Plural (inklusiv)               | tayo                            | {ay} tayo                       | natin                           | sa atin                         |
| Personalpronomen                                                                        | 1. Person                       | Plural (exklusiv)               | kami                            | {ay} kami                       | namin                           | sa amin                         |
| Personalpronomen                                                                        | 2. Person                       | Singular                        | ka, ikaw                        | {ay} ikaw                       | mo                              | sa iyo (saiyo)                  |
| Personalpronomen                                                                        | 2. Person                       | Plural                          | kayo                            | {ay} kayo                       | ninyo                           | sa inyo                         |
| Personalpronomen                                                                        | 3. Person                       | Singular                        | siya                            | {ay} siya                       | niya                            | sa kanya                        |
| Personalpronomen                                                                        | 3. Person                       | Plural                          | sila                            | {ay} sila                       | nila                            | sa kanila                       |
| Demonstrativpronomen                                                                    | 1. Person (nahe Sprecher)       | 1. Person (nahe Sprecher)       | ito                             | {ay} ito                        | nito                            | dito                            |
| Demonstrativpronomen                                                                    | 2. Person (nahe Angesprochener) | 2. Person (nahe Angesprochener) | iyan                            | {ay} iyan                       | niyan                           | diyan                           |
| Demonstrativpronomen                                                                    | 3. Person (weiter entfernt)     | 3. Person (weiter entfernt)     | iyon, yaon                      | {ay} iyon, yaon                 | niyon, niyaon                   | doon                            |
| Interrogativpronomen                                                                    | Person (Pluralform)             | Person (Pluralform)             | ---*                            | sino (sinu-sino)                | nino (ninu-nino)                | {sa} kanino ({sa} kani-kanino)  |
| Interrogativpronomen                                                                    | Sache (Pluralform)              | Sache (Pluralform)              | ---*                            | ano (anu-ano)                   | ---*                            | saan (saan-saan)                |
| *--- = nicht vorhanden, *{ } = entfällt am Satzanfang, +ko ka wird zu kita verschmolzen |                                 |                                 |                                 |                                 |                                 |                                 |

## Literaten in Tagalog
Einer der bekanntesten Dramatiker, Poeten und Journalisten, die fast ausschließlich in Tagalog schrieben, war Patricio G. Mariano. Er übersetzte auch José Rizals Werke Noli me tangere und El Filibusterismo als Erster ins Tagalog.